# Kyrktjärnen (Lycksele socken, Lappland, 720139-161845)
Kyrktjärnen är en sjö i Lycksele kommun i Lappland och ingår i Umeälvens huvudavrinningsområde. Sjön har en area på 0,0493 kvadratkilometer och ligger 297,9 meter över havet.

## Delavrinningsområde
Kyrktjärnen ingår i det delavrinningsområde (720084-161900) som SMHI kallar för Inloppet i Yttre Tväråträsket. Medelhöjden är 310 meter över havet och ytan är 5,43 kvadratkilometer. Det finns ett avrinningsområde uppströms, och räknas det in blir den ackumulerade arean 22,43 kvadratkilometer. Ruskträskbäcken som avvattnar avrinningsområdet har biflödesordning 3, vilket innebär att vattnet flödar genom totalt 3 vattendrag innan det når havet efter 219 kilometer. Avrinningsområdet består mestadels av skog (63 procent) och sankmarker (31 procent). Avrinningsområdet har 0,18 kvadratkilometer vattenytor vilket ger det en sjöprocent på 3,4 procent.